# Fälle von plötzlichem Herztod in Yunnan
Bei den Fällen von plötzlichem Herztod in Yunnan (engl. Yunnan Unknown Cause Sudden Death oder Yunnan Sudden Death Syndrome) handelt es sich um eine Reihe von in der medizinischen Fachliteratur und populärwissenschaftlichen Presse beschriebenen, nicht vollständig geklärten Fällen von plötzlichem Herztod, die in der südwestchinesischen Provinz Yunnan seit Ende der 1970er Jahre gehäuft während der Monsunzeit auftreten.

## Beschreibung und Erklärungsversuche
Seit 1978 wurden etwa 400 Fälle von plötzlichem Herztod bei Dorfbewohnern der Provinz Yunnan durch Forscher des Chinesischen Zentrums für die Prävention und die Kontrolle von Krankheiten (CCDC) beschrieben. Die Fälle ereigneten sich fast immer während der sommerlichen Regenzeit (Juni bis August) auf einer Höhe von 1800 bis 2400 m und betrafen sowohl Kinder als auch Erwachsene.
Eine allgemein akzeptierte Erklärung für die Todesfälle wurde noch nicht gefunden. Zu den möglichen Erklärungen zählen die durch das Coxsackie-Virus hervorgerufene Keshan-Krankheit, die tödliche Pilzart Trogia venenata (auch „Kleiner Weißer“ genannt) oder durch Bariumverbindungen verunreinigtes Wasser.
Das Phänomen erfuhr weite Beachtung in der internationalen Presse, nachdem 2010 ein Artikel in der Nachrichtenrubrik der Zeitschrift Science erschien, der die Todesfälle auf Pilzvergiftungen zurückführte.